# 絵馬 (能)
「絵馬（繪馬）」（えま、えんま）は、能の演目の一つ。太鼓物。分類は神祇物。中入前では大晦日にかけられる斎宮絵馬の行事、後では天岩戸隠れの様子を再現し國土繁栄を願うめでたい能となっている。斎宮絵馬の行事の中で、特別な「天岩戸隠れ」をかいた珍しい能である。

## 登場人物
- 前シテ - 老翁
- 後シテ - 天照大神(観世流、金剛流は女体　宝生流、喜多流は男体)
- 前ツレ - 老嫗
- 後ツレ - 天鈿女命(アメノウズメノミコト｟女の神｠)
- 後ツレ - 手力雄命(タヂカラオノミコト｟男の神｠)
- ワキ - 勅使(大炊衛門左大臣公能)
- ワキツレ - 従者(臣下)二人
- 間狂言 - 蓬莱島の鬼二～三人　末社の神

## あらすじ
ある年の暮れ、時の帝(この時代では大炊帝)の臣下(ワキ・ワキツレ)が神への捧げものをするための勅使として伊勢神宮に派遣された。斎宮に参拝して、大晦日の夜(節分)、斎宮絵馬の行事(宮に絵馬がかけられる行事)があるので、それを見てから帰ろうといい、待っていた。夜更け、老翁(前シテ)と老媼(前ツレ)が参拝しに来て、絵馬を掛けようとする。老翁は白馬の書かれた絵馬、老媼は黒い馬が書かれた絵馬を持っている。白い絵馬は晴れ、黒い絵馬は雨をそれぞれ占い、絵馬によって来年の恵みが分かるため、毎年どちらかがかけられるのである。二人は「白を掛けよう」「黒を掛けよう」と口論していたが、結局両方並べてかけた。晴れと雨を両方かけることで、皆が楽しめ、五穀豊穣の世にすると願うことにしたのだ。そして二人は、伊勢二柱の神に仕える神だと言いのこし、夜明けにまた会おうと言って姿を消した。
(中入中、狂言が前半の物語を要約して、舞を舞う)
やがて勅使の前に、アメノウズメノミコト(後ツレ)とタヂカラオノミコト(後ツレ)が現れ、天照大神(後シテ)が宮から現れた。三者は舞を舞いながら天岩戸隠れについて再現し、天下泰平、國土繁栄を願っていく。

## 装束・面・作り物

### 装束
前シテ
- これはかなり位の高い尉なので、庶民の要素は少ないかもしれない。尉髪、水衣、着付＝小格子厚板、白大口（着流しも）、腰帯　所持品＝(尉)扇、杖(場合により)　白絵馬

後シテ
- 女体 - 鬘垂髪、（天冠鳳凰立）、白単狩衣若しくは白地袷狩衣、着付＝白綾、緋大口、腰帯　所持品＝扇。
- 男体 - 黒頭、唐冠、狩衣、着付＝厚板、半切、腰帯　所持品＝扇

前ツレ
- 姥鬘(白髪)、鬘帯、水衣、無紅唐織（厚板）、着付＝摺箔（あるいは着付＝無地熨斗目）、所持品＝黒絵馬

後ツレ
- 天鈿女命 - 黒垂（鬘）、天冠(羽衣のような)、鬘帯、長絹、着付＝摺箔、白大口（色大口）、腰帯　所持品＝扇、幣
- 手力雄命 - 黒垂（黒頭）、透冠（金風折烏帽子）、法被（単狩衣）、着付＝厚板、半切（白大口）、腰帯　所持品＝扇、榊枝

ワキ・ワキツレ
- 大臣烏帽子、袷狩衣、着付＝厚板、白大口、腰帯　所持品＝扇

間狂言
- 蓬莱島の鬼 - 鬼頭巾、壷折・厚板、括袴、脚絆
- 末社の神 - 末社頭巾、末社頭巾、縷水衣、括袴、脚絆

### 面
前シテ
- 尉面。主に高貴な人を表す尉面が使われる。子牛尉など。

後シテ
- 女体 - 十寸髪(ますかみ　増髪とも)や増女。小面はまず使用しない。高貴な女性の面。
- 男体 - 怪士、東江、三日月など、精霊のようなものを表す面。

前ツレ
- 姥。完全に指定あり。

後ツレ
- 天鈿女命 - 連面。小面など。若い女性の面など。
- 手力雄命 - 三日月、怪士、邯鄲男など、神や精霊を表す面。

間狂言
- 蓬莱島の鬼 - 武悪。狂言の中の鬼神の面。
- 末社の神 - 登髭。

### 作り物
小宮が出される。ここに絵馬をかけ、後半では天岩戸隠れが再現される。

## 喜多流　女体の小書
普段小書なしでは男体の場合は、「女体」の小書がつく場合がある。その場合は囃子のアシライや謡などが変わることがある。(人によって)従来喜多流は、後ツレが天女二名であるが、天照大神が女体になり、ツレは男体と女体一人づつとなる。その際は観世流の系統の舞いと同じになる(後述)。

## 流儀によっての舞の違い
最初は天照大神が舞い、謡をはさんで「千早振る」のあとの舞いではツレが一人づつ、又は相舞するのは共通している。全部太鼓物である。

### 前半
観世流
- 中くらいの速さの中之舞。遅すぎてはならないが、中之舞のなかではしっかりしている方であることが多い。

金剛流
- かなりしっかりとした、位の高い神舞。いつもの神舞とはちがう静かさが感じられる舞である。

宝生流
- 神舞。従来のような速くさらさらした神舞。

喜多流
- 宝生流に同じ。

### 千早振るの後(後半)
観世流
- 神楽から神舞(急之舞)
- 天鈿女命が神聖に神楽を舞ったあと速くなり、神舞(急之舞　喜多は絶対急之舞)を手力雄命が舞う。

金剛流
- 観世流に同じ。

宝生流
- 神楽。ツレ(男女)の相舞。

喜多流
- 神楽。ツレ(天女二人)の相舞。